# Коломієць Анатолій Анатолійович
Анатолій Анатолійович Коломієць (нар. 18 березня 1976) — український футболіст, півзахисник.

## Життєпис
У дорослому футболі дебютував 1994 року в команді «Нива» (Миронівка), яка виступала у Третій футбольній лізі України. У 1995 році підписав контракт із першоліговим «Вересом», за який у подальшому відіграв два сезони, провівши за рівнян сумарно 79 матчів у всіх турнірах. Після вильоту «Вереса» у Другу лігу у 1997 році був запрошений до СК «Миколаїв», з яким у перший же сезон став переможцем першості України серед команд першої ліги 1997/98 років. 
Наступного сезону під час зимової перерви в чемпіонаті перейшов до команди вищої ліги — «Прикарпаття» із Івано-Франківська. Дебютував в елітному українському футбольному дивізіоні 17 червня 1999 року в поєдинку проти запорізького «Металурга». Всього у вищій лізі зіграв 2 матчі. Також за цей час провів одну гру у Другій лізі у фарм-клубі прикарпатців - «Енергетику» із Бурштина.
По закінченню сезону повернувся до лав рівненського «Вереса», за який у подальшому виступав упродовж 11 років своєї ігрової кар'єри. За цей період провів за рівненську команду 294 гри у всіх турнірах, у яких відзначився 20 влучними ударами. За зіграними матчами входить в топ-3 гвардійців «Вереса» в історії часів незалежності України. 
Після завершення професійної ігрової кар'єри продовжив виступати в аматорській команді «Гоща-Амако» до 2013 року.
на даний момент виконує функції адміністратора рівненського «Вереса».
| Сезон             | Команда           | Турнір            | М   | Г  |
| ----------------- | ----------------- | ----------------- | --- | -- |
| 1993/94           | «Нива» (Мр)       | Третя ліга        | 5   | 1  |
| 1994/95           | «Нива» (Мр)       | Третя ліга        | 26  | 3  |
| Усього за «Ниву»  | Усього за «Ниву»  | Усього за «Ниву»  | 31  | 4  |
| 1995-96           | «Верес»           | Перша ліга        | 35  | 2  |
| 1996-97           | «Верес»           | Перша ліга        | 42  | 2  |
| Усього за «Верес» | Усього за «Верес» | Усього за «Верес» | 77  | 4  |
| 1997-98           | «Миколаїв»        | Перша ліга        | 34  | 3  |
| 1998-99           | «Прикарпаття»     | Вища ліга         | 2   | 0  |
| 1998-99           | «Енергетик» (Б)   | Друга ліга        | 1   | 0  |
| 1999-00           | «Верес»           | Друга ліга        | 30  | 2  |
| 2000-01           | «Верес»           | Друга ліга        | 13  | 0  |
| 2000-01           | «Полісся» (Ж)     | Друга ліга        | 1   | 0  |
| 2001-02           | «Верес»           | Друга ліга        | 33  | 2  |
| 2002-03           | «Верес»           | Друга ліга        | 21  | 2  |
| 2003-04           | «Верес»           | Друга ліга        | 25  | 2  |
| 2004-05           | «Верес»           | Друга ліга        | 20  | 3  |
| 2005-06           | «Верес»           | Друга ліга        | 23  | 3  |
| 2006-07           | «Верес»           | Друга ліга        | 17  | 1  |
| 2007-08           | «Верес»           | Друга ліга        | 25  | 1  |
| Усього за «Верес» | Усього за «Верес» | Усього за «Верес» | 284 | 20 |